# كريستينا أويولاند
كريستينا أويولاند (بالإستونية: Kristiina Ojuland)‏ هي سياسية ودبلوماسية إستونية ولدت في يوم 17 ديسمبر 1966 في بلدة كوتلا-يارفي في إستونيا. أكملت دراسة العلاقات الخارجية في جامعة تارتو. أصبحت وزيرة خارجية إستونيا من سنة 2002 إلى 2005 في حكومة سيم كالاس ويوهان بارتس.